# Бахтаров Василь Ілліч
Василіс Бахтаріс — румейська форма імені, якою користувався, підписуючи свої твори, румейський поет і перекладач Василь Ілліч Бахтаров (* 17 березня 1937, село Бугас (радянська назва Максимівка) Волноваського району Донецької області,— † 31 березня 1996).
Народився в селянській сім'ї. Середню школу закінчив у рідному селі, а 1960–1961 років навчався в Маріупольському технічному училищі.
Змінив кілька професій, служив у війську, був колгоспником, викладав трудове навчання в Бугаській середній школі; довгий час працював на будівництві (трест «Ждановсільбуд» та інші будівельні організації), теслею в шахті імені Максима Горького (Донецьк). Наприкінці життя мешкав у Донецьку, але похований у Бугасі (біографи відзначають, що Василь Ілліч з великим пієтетом ставився до рідного села, кожний свій приїзд сюди сприймав як свято). Був великим прихильником відродження рідної мови та культури греків Донеччини. Відвідував курси новогрецької мови, але, на думку С. Калоєрова, навряд чи зміг би повноцінно цією мовою писати, бо був великим майстром мови румейської.
Почав складати вірші 1957 року; вважав себе учнем Антона Шапурми. Друкувався в періодиці (переважно донецькій обласній) в російських або українських перекладах (українською твори Бахтарова перекладали Анастасія Папуш, Іван Савич, Дмитро Демерджі та інші). Також брав участь у перекладних збірках румейських поетів, які було підготовлено до друку ще за радянських часів: «Від берегів Азова» (1979, українська) та «Чабрец» (1992, російська), і в усіх чотирьох випусках альманаху «Пирнэшу астру». Румейською мовою перекладав твори Тараса Шевченка, Василя Стуса.

В дев'яності роки окремими виданнями вийшли його збірки «Джерело» та «Дзвін» — румейською мовою — і посмертне тримовне видання «Живи, Бугасе!». Останнє видання складається з трьох частин: румейської «Бугас-ту ком Элладъа», української «А я з дитинства мріяв бути сонцем…» та російської «Зачем на солнце падает звезда…». Редактором-укладачем, автором вступної статті та післямови до цієї книги був Донат Патрича.
Від 1995 року був членом Національної спілки письменників України.
За особистою вдачею був скромний, лагідний. Не брав участі в суперечках, нікого не обговорював і про себе розповідав мало; був цілковито занурений в поезію, нею жив. Особливо плідними близькі вважають останні роки його життя.